# Козлово (Перцевское муниципальное образование)
Козло́во — деревня в Грязовецком районе Вологодской области России.
Входит в состав Перцевского муниципального образования, с точки зрения административно-территориального деления — в Перцевский сельсовет.
Расстояние по автодороге до районного центра Грязовца — 5 км, до центра муниципального образования Слободы — 15 км. Ближайшие населённые пункты — Данилово, Игумново, Корбино.
По переписи 2002 года население — 5 человек.